# Brutal Football: Brutal Sports Series
Brutal Football: Brutal Sports Series est un jeu vidéo de sport futuriste développé par Teque et édité par Millennium en 1993 sur Amiga et DOS. Le jeu a été adapté sur Amiga CD32 et Jaguar en 1994. Sur la console d'Atari, le jeu s'appelle Brutal Sports Football.
Souvent comparé à Speedball 2: Brutal Deluxe, Brutal Football propose de participer à un sport collectif futuriste, mélange de football américain et de handball, où tous les coups sont permis. Le terrain de jeu est visualisé de côté.

## Équipe de développement
- Concept : Dean Lester
- Producteur : Tony Love
- Programmation : Peter Jefferies, Alistair Mann, Colin Hughes
- Graphisme : Tony Hager
- Musique : Richard Joseph

## À noter
En Allemagne, la version Amiga est nommée Crazy Football: Crazy Sports Series.